# 皮德希爾齊 (里夫內區)
50°37′18″N 25°56′22″E / 50.62167°N 25.93944°E
皮德希爾齊（烏克蘭語：Підгірці），是烏克蘭西北部里夫内州里夫内区佳季科维奇市镇的村落。始建於1570年，面積0.28平方公里，海拔高度205米，2001年人口92，人口密度每平方公里328.6人。